# YouPaint
YouPaint(ユーペイント)は、サイバーリンクが開発・販売していた、タッチパネルを利用して、描く・塗る・なぞる・配置するといったシンプルな操作で絵が描ける、子供向けペイントソフトである。
2010年1月22日、販売開始。
2010年10月7日、バージョン1.5への無償アップデートを公開した。同社が運営するデジタルコンテンツ作成コミュニティサイトDirectorZoneからトレーシングペーパーや塗り絵のテンプレートをダウンロードできるようになった。
すでに販売・サポートは終了している。